# Olympisches Dorf (Berlin)

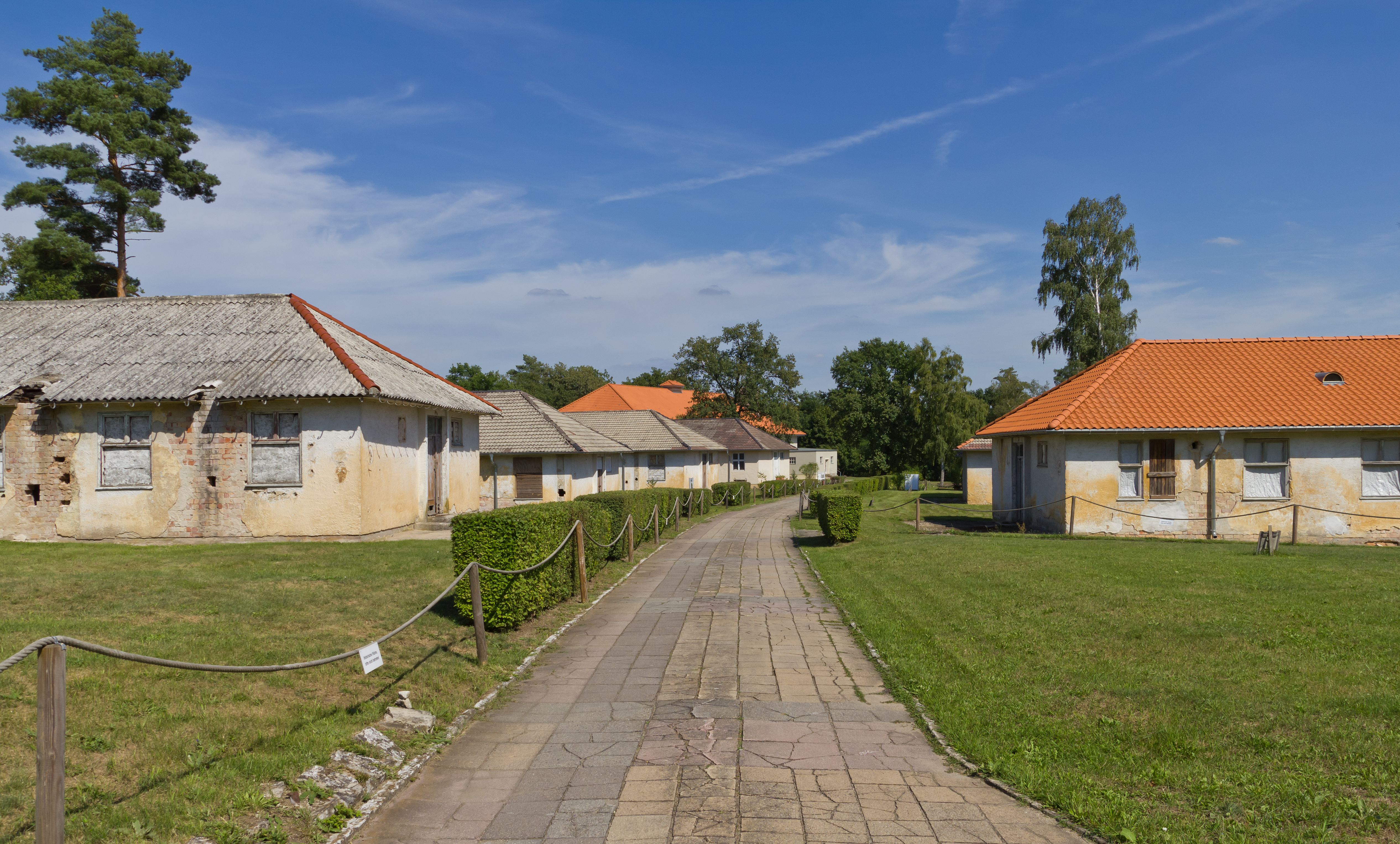
Förfallna hus i OS-byn.

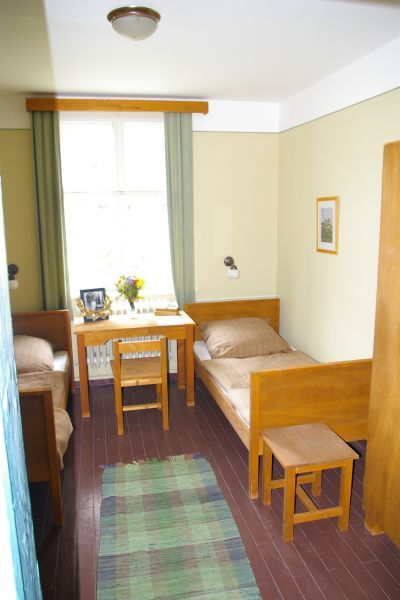
Jesse Owens rum i den amerikanska truppens hus.

Olympisches Dorf var den olympiska byn under Olympiska sommarspelen 1936 i Berlin. Den ligger utanför Berlin i orten Elstal i nuvarande kommunen Wustermark i Brandenburg. Tidigare ingick området i Dallgow-Döberitz. Avståndet till Berlins Olympiastadion är 18 km.
Den olympiska byn planerades av Werner March och Walter March och byggdes 1934-1936. På området fanns bland annat Haus der Nationen och Hindenburghaus. Efter de olympiska spelen blev området kaserner för militären med en infanteriskola och infanteriregemente. Matsalen byggdes om till militärsjukhus. Efter andra världskriget blev området plats för den sovjetiska militären fram till 1992. 